# Däckshus, Kallebäck

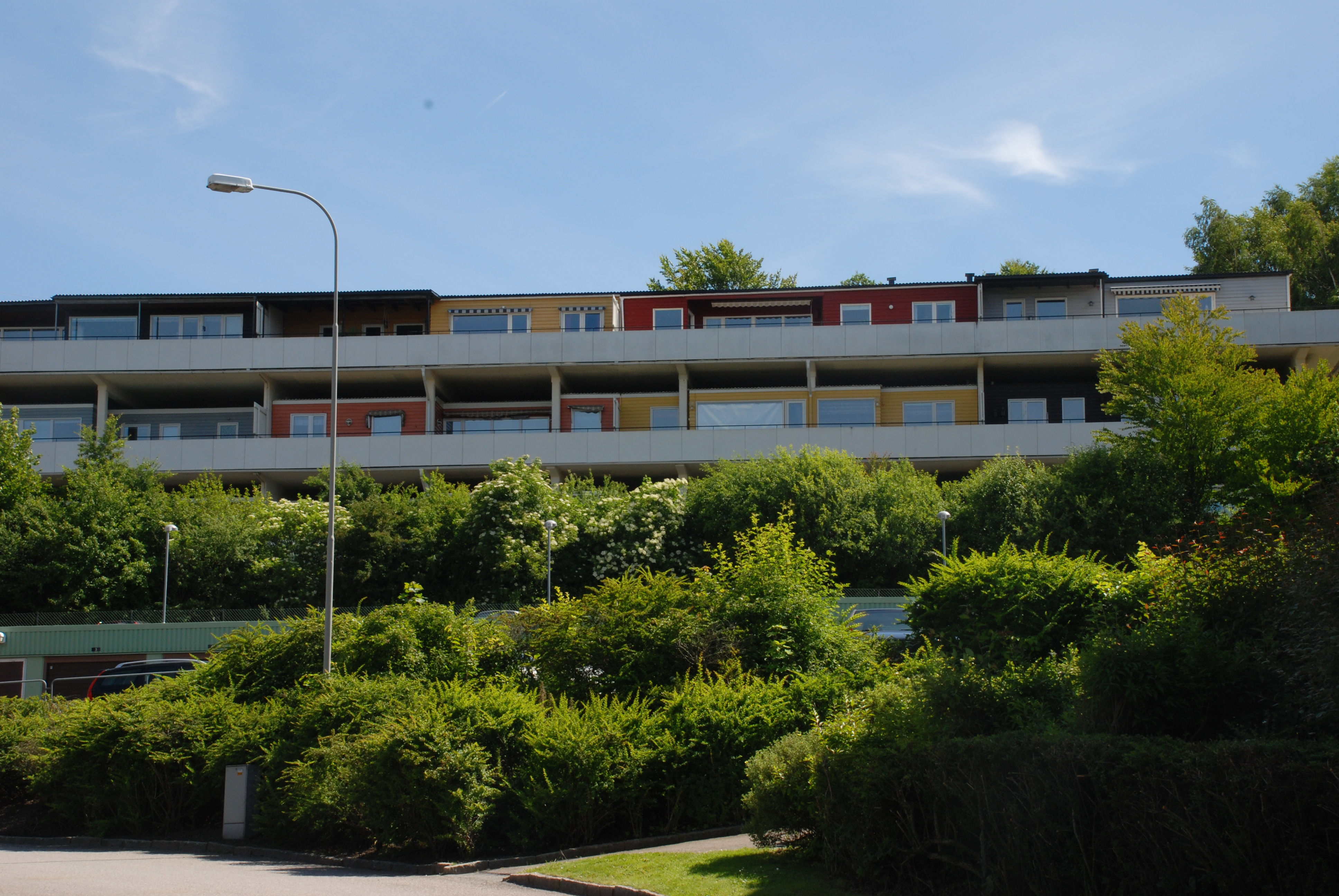
Däckshuset i Kallebäck.

Däckshuset i Kallebäck är ett flerbostadshus i Göteborgs södra utkant. Huset byggdes 1960 efter ritningar av den radikale arkitekten Erik Friberger som ett experimenthus för flexibla och prefabricerade lösningar. 
Byggnaden, som står i en sluttning, utgörs av en exponerad betongstomme med tre våningsdäck som är uppburna av pelare. Våningsdäcken förbinds med tre trapphus, där också el- och sanitetsinstallationer återfinns. Varje lägenhet utgörs av ett fristående enfamiljshus, totalt 18 stycken, som placerats kring trapphusen. Storleken och utförandet på dessa hus är individuell och tanken var från början att varje husägare efterhand skulle ha möjlighet att bygga ut sitt hus på däckens "tomter". Resterande ytor blev till balkonger. I praktiken byggdes dock de flesta hus till maximal storlek redan från början.
Däckshuset i Kallebäck var vid sin tillkomst unikt i sitt slag och fick, trots mycket uppmärksamhet både inom Sverige och utomlands, inga riktiga efterföljare.